# Lampetra hubbsi
Lampetra hubbsi is een kaakloze vissensoort uit de familie van de prikken (Petromyzontidae). De wetenschappelijke naam van de soort werd voor het eerst geldig gepubliceerd in 1976 door Vladykov en Kott als Entosphenus hubbsi.